# مایکل پیلین
مایکل پیلین (انگلیسی: Michael Palin؛ زاده ۵ مهٔ ۱۹۴۳) یک هنرپیشه اهل بریتانیا است. وی از سال ۱۹۶۵ میلادی تاکنون مشغول فعالیت بوده‌است.
از فیلم‌ها یا برنامه‌های تلویزیونی که وی در آن نقش داشته‌است می‌توان به زندگی برایان، معنای زندگی از مانتی پایتون، مونتی پایتون و جام مقدس، موجودات درنده اشاره کرد.